# Janiodes ecuadorensis
Janiodes ecuadorensis är en fjärilsart som beskrevs av Paul Dognin 1890. Janiodes ecuadorensis ingår i släktet Janiodes och familjen påfågelsspinnare. Inga underarter finns listade i Catalogue of Life.